# Processus mastoïde
Le processus mastoïde (ou apophyse mastoïde) est une saillie conique aplatie transversalement de sommet inférieur située à la partie inférieure de l'os temporal.

## Description
Le processus mastoïde prolonge vers le bas la base exocrânienne de la partie pétreuse de l'os temporal.
Il se situe en arrière de la partie tympanique en arrière et en dessous du méat acoustique externe et latéralement au processus styloïde de l'os temporal.
Sa face latérale donne insertion aux muscles sterno-cléido-mastoïdien, splénius et longissimus.
Sa face médiale donne insertion au muscle digastrique dans l'incisure mastoïdienne.
Au-devant du processus s'ouvre le foramen stylo-mastoïdien qui laisse passage au nerf facial.
Le processus mastoïde est une partie osseuse pneumatique et creusée de cellules mastoïdiennes en communication avec l'oreille moyenne.